# Eurychororhinus
Eurychororhinus es un género extinto de sinápsidos no mamíferos.